# Показатель уровня принимаемого сигнала

Показатель уровня принимаемого сигнала, RSSI (англ. received signal strength indicator) (телекоммуникации) — полная мощность принимаемого приёмником сигнала. Измеряется приёмником по логарифмической шкале в дБм (dBm, децибел относительно 1 милливатта).
Измерение уровня сигнала сотовой сети на телефоне зачастую требуется для точной диагностики проблем, из-за которых наблюдается прерывание звонков, "выпадание" телефона из сети. Как правило (в частности, в сотовых телефонах и других GSM-устройствах), мощность сигнала измеряется после преобразования его частоты из основной в промежуточную, но до усиления. В устройствах, не преобразующих частоту сигнал из основной в промежуточную, мощность сигнала измеряется на основной частоте.
Значение RSSI плохо коррелирует с качеством сигнала, но может использоваться для его приблизительной оценки. Более точную оценку можно получить с помощью параметра индикатор качества сигнала, LQI.

## Применения
Для устройств, работающих по стандартам Wi-Fi и Bluetooth 4.0, RSSI является единственным параметром, позволяющим измерить расстояние от устройства до базовой станции или маяка. Уравнение для вычисления расстояния (за пределами ближней зоны передатчика) имеет следующий вид:
{\displaystyle P_{d}=P_{0}-10\cdot n\cdot \lg \left({\frac {d}{d_{0}}}\right)},
где:
- {\displaystyle d} — расстояние от устройства до передатчика, м;
- {\displaystyle d_{0}} — расстояние от устройства до точки, на которой выполнялось измерение мощности сигнала {\displaystyle P_{0}} устройства, м (выбранное единичное (калибровочное) расстояние, например, 1 м);
- {\displaystyle \lg } — десятичный логарифм;
- {\displaystyle P_{0}} — мощность сигнала устройства, измеренная на единичном расстоянии {\displaystyle d_{0}} от устройства, dBm;
- {\displaystyle n} — коэффициент потерь мощности сигнала при распространении в среде, безразмерная величина (для воздуха {\displaystyle n=2}; увеличивается при наличии препятствий);
- {\displaystyle P_{d}} — RSSI, dBm.

Данное уравнение следует из формулы передачи Фрииса для распространения радиосигнала в свободном пространстве.